# Lizon Supérieur
Der Lizon Supérieur ist ein kleiner Fluss in Frankreich, der im Département Jura in der Region Bourgogne-Franche-Comté, verläuft. Er entspringt im Gemeindegebiet von Lemuy, entwässert generell Richtung Nord, passiert den Ort Lemuy und versickert nach rund 7 Kilometern am Fuße der Côte Ribalet, beim Weiler Pont-à-Moujard, im karstigen Untergrund. Den früheren Flussverlauf kann man noch bis zum Gouffre de Fosse Ronde, westlich von Dournon verfolgen. Das versickerte Wasser des Lizon Supérieur kommt in der Karstquelle Source du Lison wieder zum Vorschein und bildet dort den Ursprung des Flusses Lison.